# Борщовські Піски
Борщовські Піски (рос. Борщёвские Пески) — село у Ертильському районі Воронезької області Російської Федерації.
Населення становить 605 осіб (2010). Входить до складу муніципального утворення Борщово-Песковське сільське поселення.

## Історія
Від 1938 року належить до Ертильського району.
Згідно із законом від 15 жовтня 2004 року входить до складу муніципального утворення Борщово-Песковське сільське поселення.

## Населення
| 2000 | 2002 | 2010 |
| ---- | ---- | ---- |
| 897  | ↘823 | ↘605 |